# 青花魚號潛艇 (AGSS-569)
青花魚號潛艇（USS Albacore，AGSS-569）為美國海軍研究用潛艦、實驗平台，也是第三艘使用青花魚號的潛艦。她也是美國海軍中首度採用「淚滴型」潛艇船體的先驅，對日後美國潛艦設技發展影響極大。

## 略史
- 1952年3月15日、在緬因州的朴次茅斯船廠，新一代青花魚號（AGSS - 569）動工。
- 1953年8月1日:青花魚號進行下水儀式。擲瓶者由前一代青花魚號輪機士官長遺孀Arthur L. Stanton擔任。
- 1953年12月6日:正式服役於美國海軍。
- 1954年，新型『淚滴型』船體、大型艉等性能測試。
- 1955年，噪音排除等實驗測試。
- 1960年，聲納系統的性能測試。
- 1962年，電池與螺旋槳的性能測試、加裝高壓排水裝置。
- 1972年12月9日，除役。
- 1980年5月1日，拖回朴茨茅斯港，陳列在特別設立的史館內。

## 影像

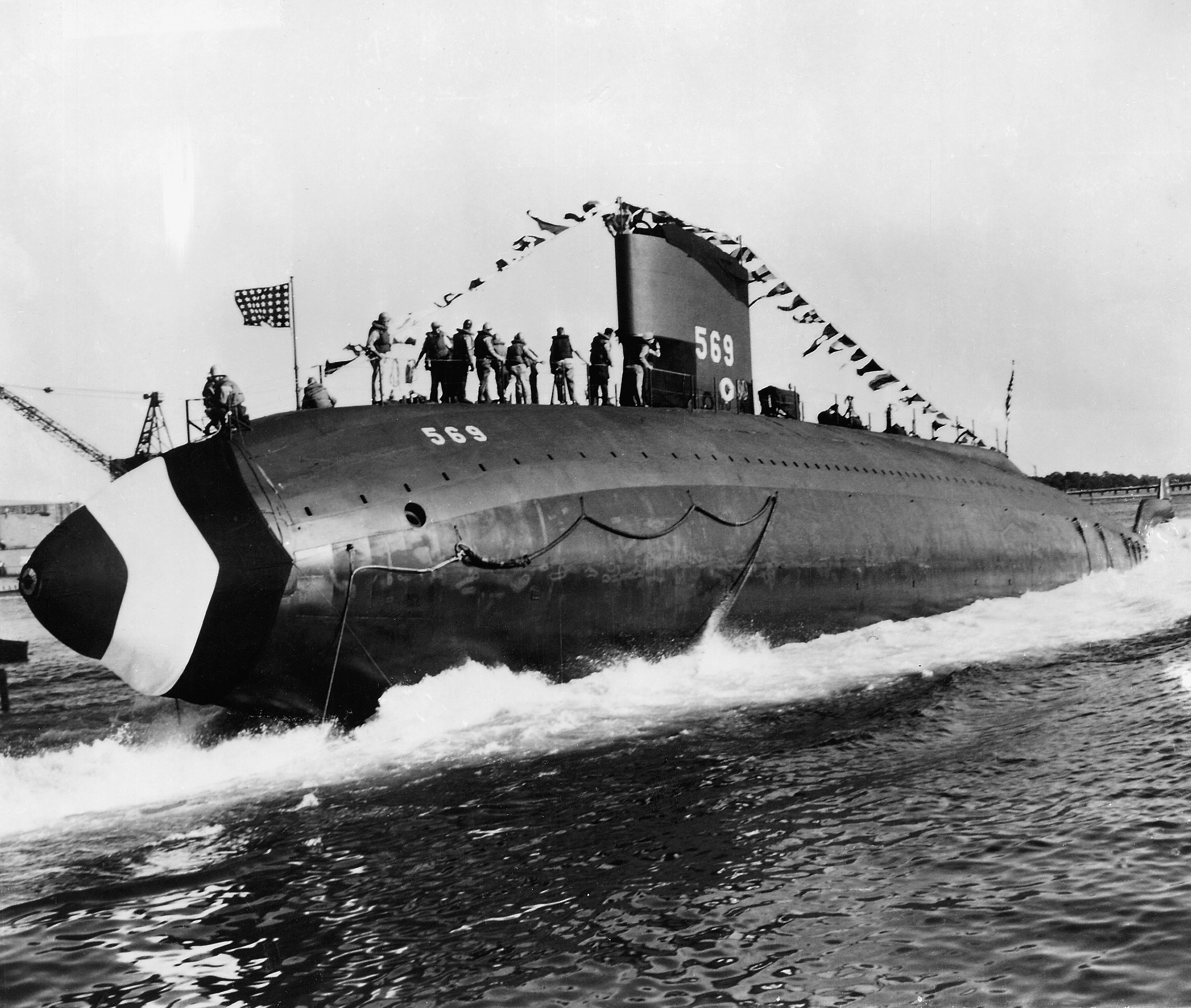
下水、啟航
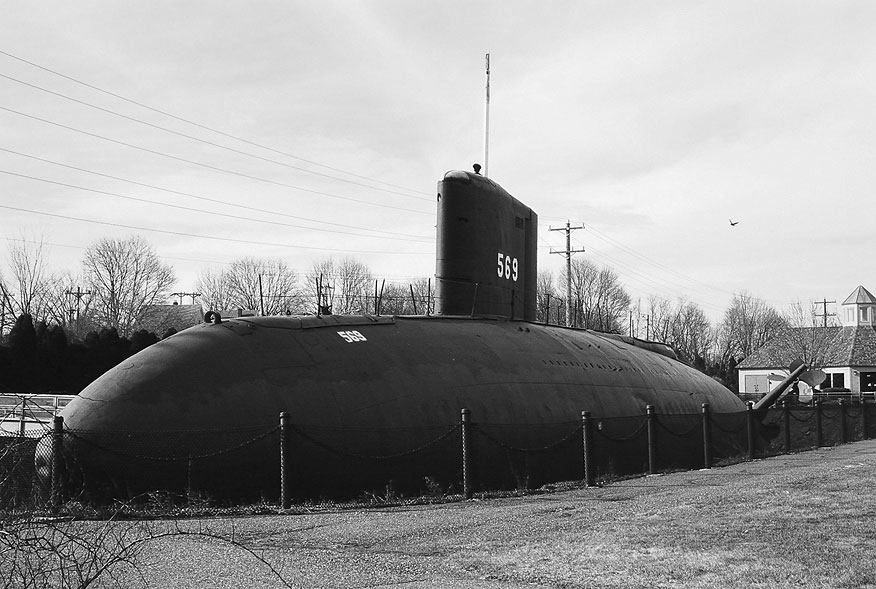
陳列在朴茨茅斯港的史館內、2006年攝。
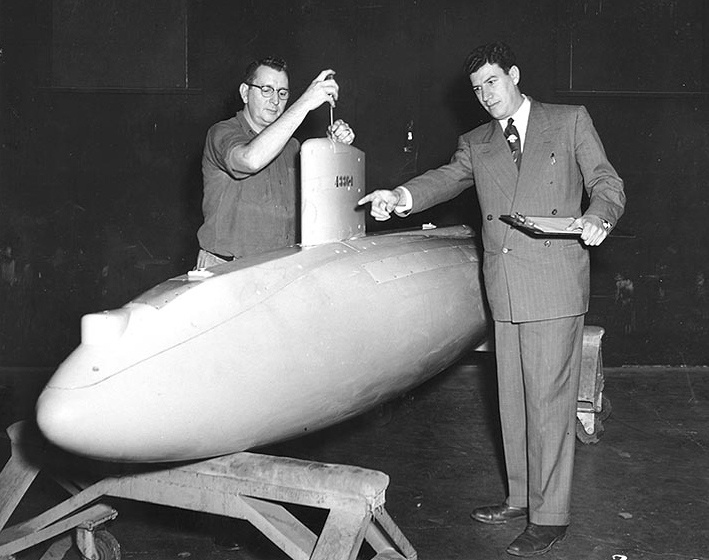
模型測試
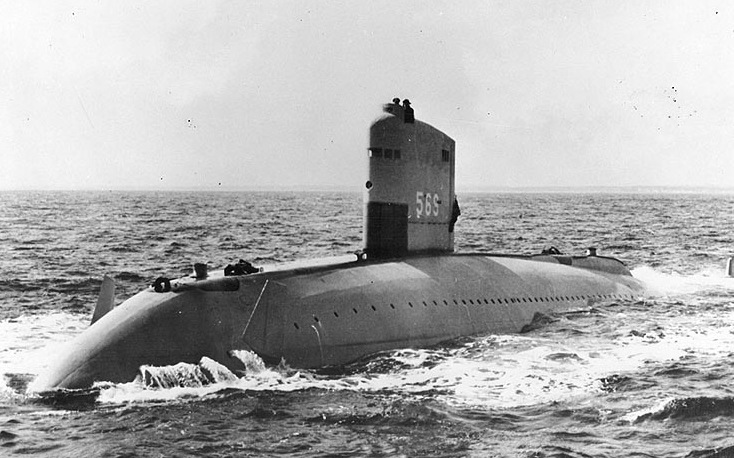
在1954年的原型船
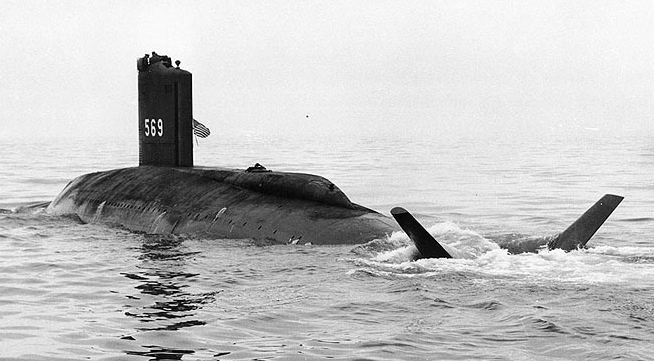
1960年至1961年，重新配置的X型尾舵

## 外部連結
- HNSA Web Page: USS Albacore
- 青花魚號史館和公園